# Isla Ngor
La Isla Ngor (o N'gor o N'Gor; en francés: Île Ngor) es una pequeña isla en el país africano de Senegal, que se encuentra fuera de la península de Cabo Verde, a 400 m de distancia del pueblo de Ngor en la punta de Almadies, cerca de Dakar.
La población étnicamente es Lebou. Al igual que el pueblo, la isla es parte del distrito de Almadies (arrondissement des Almadies) en el departamento de Dakar (región de Dakar).